# Святославка (Кемеровская область)
Святосла́вка — село в Ижморском районе Кемеровской области. Административный центр Святославского сельского поселения.

## География
Центральная часть населённого пункта расположена на высоте 164 м над уровнем моря.

## Население
| 2010 |
| ---- |
| 570  |

### Половой состав
По данным Всероссийской переписи населения 2010 года, в селе Святославка проживало 570 человек (279 мужчин и 291 женщина).